# Gimcheon Sangmu Football Club
El Gimcheon Sangmu Football Club (en hangul, 상주 상무 FC) es un club de fútbol situado en Gimcheon, provincia de Gyeongsang del Norte en Corea del Sur. Juega en la K League 1.
Se fundó en enero de 1984 y su primera participación en la liga profesional fue en la temporada 1985, aunque al año siguiente se retiró. En 2003 se trasladó a Gwangju y fue readmitido en la liga profesional, con el nombre de Gwangju Sangmu Bulsajo. Con la creación del Gwangju F. C. en 2011, la entidad se trasladó a Sangju y jugó allí durante diez años, hasta que en 2021 se mudó a su ubicación actual.
El club está controlado por las Fuerzas Armadas de la República de Corea a través del Cuerpo Atlético de las Fuerzas Armadas, conocido comúnmente como Sangmu (상무). Su plantilla está formada por futbolistas que cumplen el servicio militar, obligatorio en Corea del Sur, y son cedidos por dos temporadas. A cambio, la Asociación de Fútbol de Corea no le permite contratar futbolistas extranjeros.

## Historia
Antes de que se creara el Sangmu Phoenix, las Fuerzas Armadas de la República de Corea contaban con un equipo de fútbol para cada rama militar. El Cuerpo Atlético apoyó la unión de todos esos clubes en una sola entidad, que recibió el nombre de Sangmu FC, para competir en campeonatos nacionales. Su fundación oficial se produjo el 11 de enero de 1984.
El Sangmu FC comenzó a competir en la liga semiprofesional, pero en 1985 ingresó en la profesional K-League, donde permaneció solo una temporada. El equipo finalizó sexto entre ocho participantes y se retiró al año siguiente para volver al torneo anterior. Desde el principio, sólo podía contar con futbolistas que estaban en el servicio militar (obligatorio antes de cumplir los 28 años), por lo que la mayoría de sus miembros se marchaban tras cumplir esa obligación.
Para ayudar al desarrollo del fútbol surcoreano, la Asociación de Fútbol de Corea permitió la entrada del Sangmu F. C. en la K-League a partir de la temporada 2003. El club se trasladó a la ciudad de Gwangju y pasó a llamarse Gwangju Sangmu Bulsajo (posteriormente, Gwangju Sangmu). Teniendo en cuenta sus limitaciones militares, el resto de equipos les cedían a sus futbolistas y la entidad podía asignar más fichas que otros rivales. A cambio, no se le permite contratar extranjeros o gente exenta del servicio.
En su paso por Gwangju, las actuaciones del club en la K-League fueron mediocres y nunca logró meterse en la fase final por el título. Su mejor posición fue un octavo lugar en la temporada 2004, mientras que en otros torneos como la Korean FA Cup nunca pasó de los cuartos de final. En el año 2010 la Asociación de Fútbol de Corea asignó una plaza para un equipo profesional en Gwangju, el Gwangju FC, por lo que la entidad militar se trasladó a Sangju (Gyeongsang del Norte) y cambió su nombre por el de Sangju Sangmu.
En 2011 el equipo se vio envuelto en un escándalo de sobornos. A mitad de la temporada, los fiscales militares del Ministerio de Defensa acusaron a nueve empleados del club por su implicación en una red de amaños deportivos que implicó a varios clubes. El entrenador del equipo en 2010, Lee Soo-chul, fue además acusado de chantaje y se suicidó en el transcurso de las investigaciones. Por esta razón, la organización de la liga determinó que el equipo descendería directamente a segunda (K League Challenge) en la temporada 2013. Solo permaneció allí un año, pues regresó en 2014 a la máxima categoría como campeón.
A mediados de 2020, las Fuerzas Armadas anunciaron que el equipo se marcharía de Sangju y jugaría la temporada 2021 en K League 2, independientemente de su clasificación, luego de que la ciudad anunciara planes para crear un club profesional. La entidad se trasladó a la cercana ciudad de Gimcheon en noviembre de 2020, en un acuerdo que implicaba la gestión conjunta del ejército y del gobierno municipal.

## Idiosincrasia
Sangju Sangmu Phoenix es un club de fútbol militar, controlado por las Fuerzas Armadas de la República de Corea a través del Cuerpo Atlético de las Fuerzas Armadas, conocido también como Sangmu (상무). El fénix (en coreano, Bulsajo) es el símbolo de este club polideportivo, por lo que tomó su nombre e imagen para la competición.
El equipo sólo puede contratar a jugadores que están cumpliendo el servicio militar. En Corea del Sur es obligatorio antes de los 28 años y dura 24 meses. El jugador que acepta marcharse al Sangmu Phoenix obtiene un salvoconducto por el que evita ejercer las labores militares propias del reclutamiento, además de un salario superior al de otros militares en formación. A cambio la K-League impide que el club pueda contratar personal extranjero, y el salario medio de sus miembros es muy inferior al del resto. La entidad tiene que renovar por completo su plantilla cada dos temporadas.
Los clubes surcoreanos pueden ceder jugadores cuando se les reclame el servicio militar, por lo que la edad media de la plantilla es inferior a la de sus rivales. Sin embargo, los equipos se quedan con las estrellas emergentes y si necesitasen cederlas suelen esperar hasta la edad límite de la llamada a filas, cuando su rendimiento ya ha empeorado. En otros casos, son los propios jugadores quienes posponen su ingreso en el ejército.

## Uniforme
- Uniforme titular: Camiseta roja, pantalón negro, medias negras.
- Uniforme alternativo: Camiseta blanca, pantalón rojo rosado, medias blancas.

Los colores del equipo son el rojo, blanco y negro, que se han combinado de distintas formas. Cuando la entidad estaba radicada en Gwangju se usaba el naranja, pero después del traslado a Sangju se pasó a una camiseta roja y blanca a rayas verticales. El símbolo del club es un fénix negro que representa al Cuerpo de Atletas del ejército.
| 2006-2008 | 2006-2008 | 2009-2011 | 2011 |

## Estadio
El equipo disputa sus partidos en el Estadio Municipal de Gimcheon, con capacidad para 25.000 espectadores. La instalación fue inaugurada en 1996.
A lo largo de su historia, el equipo ha jugado como local en el Estadio Mundialista de Gwangju (2004-2010) y el Estadio Municipal de Sangju (2011-2020)

## Datos del club
- Temporadas en K League 1: 17

Debut: Temporada 1985
Mejor posición: 4º (temporada 2020)
Peor posición: 16º (temporada 2012)
- Temporadas en K League 2: 3

Mejor posición: 1º (temporada 2013)
Ascensos: Uno (temporada 2013)

## Palmarés
- Campeón de la K League 2 (3): 2013, 2015, 2021.
- Campeón de la Copa del Presidente de Corea (4): 1984.
- Campeón del Campeonato Nacional de Fútbol de Corea (1): 1996.